# Cis-9-Tricosen
cis-9-Tricosen ist eine chemische Verbindung aus der Gruppe der aliphatischen ungesättigten Kohlenwasserstoffe.

## Vorkommen

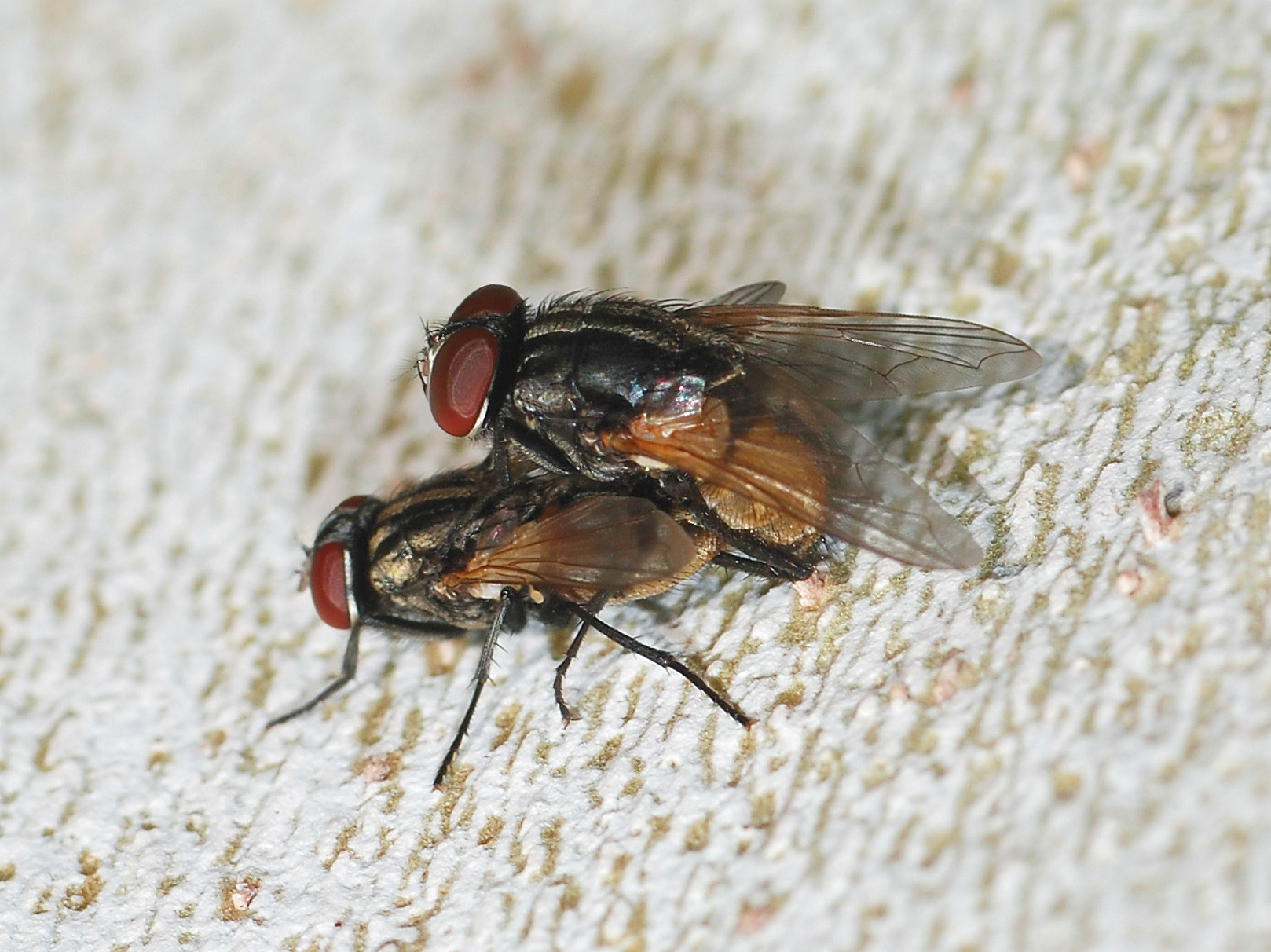
Kopulierende Stubenfliegen

cis-9-Tricosen kommt natürlich als Sexualpheromon der weiblichen Stubenfliege (Musca domestica) vor. Die Verbindung wurde auch in verschiedenen anderen Insekten nachgewiesen. Es bildet im Gemisch mit dem isomeren cis-7-Tricosen eine Komponente des weiblichen Sexualpheromons des Kurzflügelkäfers Aleochara curtula.

## Gewinnung und Darstellung
cis-9-Tricosen kann durch Reaktion von 1-Decen mit 1-Tetradecen gewonnen werden. Es kann auch durch Reaktion von cis-1-Brom-9-octadecen mit einer Gilman-Reagenz wie (C5H11)2CuLi gewonnen werden. Mit einer hohen Enantionmerenreinheit kann es durch eine Instant-Ylide Reaktion gewonnen werden. Die Biosynthese in der Stubenfliege erfolgt aus Nervonsäure.

Biosynthese von (Z)-9-tricosen aus Nervonsäure

## Eigenschaften
cis-9-Tricosen ist eine farblose, sehr schwer entzündbare Flüssigkeit.

## Verwendung
cis-9-Tricosen kann in Ködern zur Bekämpfung der Stubenfliege eingesetzt werden.